# Membracis
Membracis is een geslacht van halfvleugelige insecten uit de familie bochelcicaden (Membracidae).
De wetenschappelijke naam van het geslacht werd in 1775 gepubliceerd door Johann Christian Fabricius.
De typesoort van het geslacht, Membracis foliata, werd door Carl Linnaeus oorspronkelijk als Cicada foliata in het geslacht Cicada geplaatst, met als plaats van herkomst "India" (d.i. West-Indië, meer bepaald Suriname). Linnaeus verwees daarbij naar het werk van Maria Sibylla Merian: Metamorphosis insectorum surinamensium uit 1705. De cicade staat daar afgebeeld op plaat 5.
Membracis is een geslacht dat uitsluitend in het Neotropisch gebied voorkomt. Er waren in 2010 48 soorten beschreven en benoemd. De bochelcicaden hebben een zwart, zijdelings afgeplat pronotum, met uiteenlopende kleurpatronen, dat bij verschillende soorten opvallend groot en bladvormig is. Het oppervlak ervan is volledig glad. De cicaden komen voor in groepen van enkele tot meerdere duizenden individuen op eenzelfde plant. Ze worden steeds beschermd en "gemolken" door mieren.